# Song of Africa
Pour plus de détails, voir Fiche technique et Distribution.
Song of Africa est un film sud-africain musical réalisé par Emil Nofal, sorti en 1952.
Le film à la distribution entièrement zoulou a été réalisé par un réalisateur Afrikaner.

## Synopsis
Au début de l'apartheid, dans l'arrière-pays sud-africain, un chef de groupe zoulou, Daniel Makiza, revient dans son village avec un gramophone et des instruments de musique afin de fonder un groupe de jazz zoulou. 

## Fiche technique
- Titre : Song of Africa
- Réalisation : Emil Nofal
- Scénario : Frank Secker
- Production : African Film Productions
- Musique : Charles Berman
- Photographie : David Millin
- Pays d'origine :  Afrique du Sud
- Langue : Anglais
- Format : Noir et blanc
- Genre : Drame
- Durée : 59 minutes
- Date de sortie :
  -  Afrique du Sud :  1952

## Distribution
- Joseph Muso : Daniel Mkhize
- Mabel Magada
- George Mabuza
- Albertina Temba
- John Lekgetho
- Daniel Moshesh
- Matome Ramagkopa
- Beryl Shabalala
- Jarvis Dicimelo
- Hessie Kerry
- Emily Koenane
- Joe Leshabone
- Prince Moloto
- Victor Nikani

## Autour du film

### Contexte historique
Le film a été tourné en Afrique du Sud au début de la mise en place de l'apartheid.